# Турушла
Турушла (баш. Төрөшлө) — деревня в Благовещенском районе Башкортостана, относится к Ильино-Полянскому сельсовету.

## Население
| 2002 | 2009 | 2010 |
| ---- | ---- | ---- |
| 357  | ↗398 | ↘351 |

Согласно переписи 2002 года, преобладающие национальности — русские (47 %), башкиры (34 %).

## История
История Ново-Князево началась в 1875 году, когда переселенцы из Вятской губернии купили эту землю у князя Александра Кугушева по цене 12 рублей за десятину. Однако потом неоднократно докупали землю — сначала у Кугушева, затем у крупных землевладельцев Дашковых.
Второе название населённого пункта — Турушла — связано с небольшой речушкой Турушла, у впадения которой в Изяк и было основано поселение.
В 1884 году было оформлено Ново-Князевское земельное товарищество из двадцати домохозяев. Часть из них была причислена к Благовещенской волости, часть — временно к Богородской волости (до образования Ново-Князевского сельского общества в 1880-е годы).
Среди первых жителей села были Алалыкины, Барановы, Большаковы, Барышниковы, Волковы, Гороховы, Глазырины, Оленевы, Субботины, Мякишевы. Также проживали Краевы, Краснопёровы, Колесовы, Кузнецовы, Панфиловы, Половниковы, Поздняковы, Пономарёвы, Сусловы, Черновы, Царегородцевы и другие.
В 1888 году в Ново-Князевском починке была возведена деревянная церковь имени благоверного князя Александра Невского в память убитого императора Александра II. Первым священником был Александр Иванович Андреев. В 1894 году он умер, а новым священником стал только что рукоположённый студент Уфимской духовной семинарии Сергей Викторович Пономарёв (служил до 1913 года).
В 1895 году в селе насчитывалось 46 дворов и 308 человек. Уже тогда работали хлебозапасный магазин, бакалейная лавка, два маслобойных и два кулевых заведения. Дети посещали церковно-приходскую школу. Доля грамотных людей в Ново-Князево в конце XIX века была выше общероссийского показателя грамотности сельского населения: более четверти взрослых крестьян (старше 9 лет) умели читать и писать.
Приход Александро-Невской церкви на тот момент состоял из самого села и 14 починков с общим населением 2748 человек, включая 54 раскольника. Из метрических книг этого прихода можно узнать немало любопытного. Например, в августе 1893 года вступили в законный брак 24-летний Иван Константинович Адамантов, исполняющий обязанности псаломщика села Ново-Князево, и 18-летняя дворянка из Уфы Елизавета Антоновна Пашковская. Такой неравный по тем временам брак был редкостью. Книги зафиксировали удивительного долгожителя села: некий Афанасий Степанович Алалыкин прожил до 95 лет — небывалый возраст для крестьянина XIX века.
В 1909 году село стало административным центром вновь образованной Турушлинской волости. В Ново-Князевской церковно-приходской школе в это время работал один учитель и обучались 40 учеников.
К 1913 году в селе насчитывалось 41 хозяйство (из них пять безземельных) и 260 крестьян. Большинство крестьян относились к категории зажиточных, но было и несколько бедных семей. Так многие семьи имели от 20 до 40 и более
десятин земли, некоторые сдавали земли в аренду. Восемь же семей могли лишь арендовать земли (в общей сложности 5,25 десятины). В 13 семьях дополнительный доход давали занятия вне сельского хозяйства.
В адрес-календаре Уфимской губернии за 1914 год упоминается Турушлинское ссудо-сберегательное товарищество, председателем правления которого значился Василий Парфёнов, а председателем совета — священник Василий Попадьин.
Двойное название села (Турушла и Ново-Князево) недолго сохранялось после 1917 года, а со временем турушлинцы и вовсе забыли, что их село когда-то называлось Ново-Князево.
В 1920-е годы село входило в состав 1-го Александровского сельсовета. С 1929 г. по 1992 г. село Турушла являлось административным центром одноимённого сельсовета, первым председателем которого был Михаил Петрович Зыков.
Во время коллективизации в селе был создан колхоз «Трудовая семья», который возглавил Перлов. В 1950-е годы Турушла входила в колхоз имени Молотова, а с 1957 года — в совхоз «Степановский». Церковь была закрыта в 1933 году, а её здание какое-то время использовалось под зерносклад, но в конце 1960-х — начале 1970-х было разобрано местными жителями «за ветхостью». В 1987 году открылась Турушлинская восьмилетняя школа.
Сегодня Турушла входит в состав Ильина-Полянского сельсовета. А численность населения практически не изменилась за сто лет.

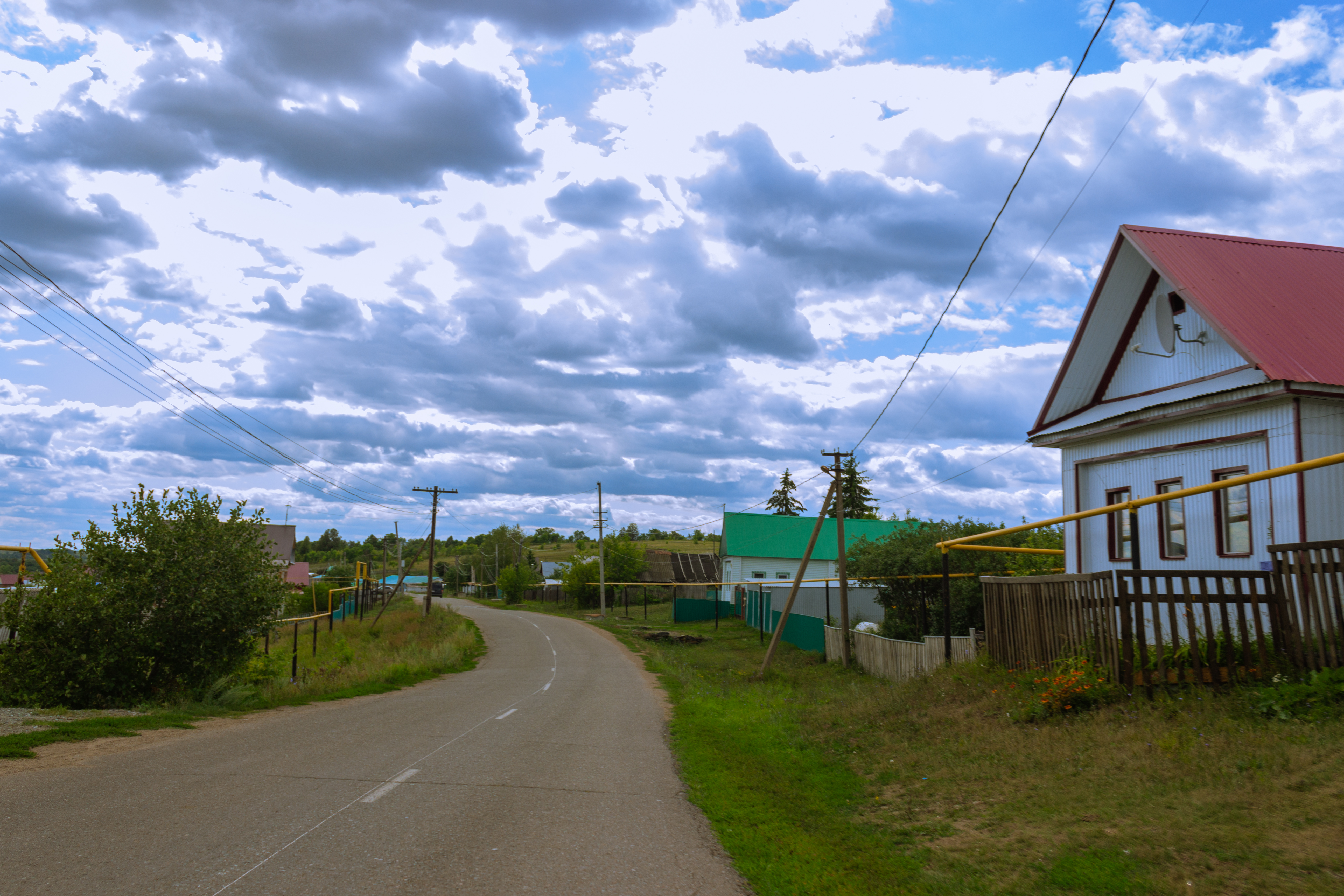
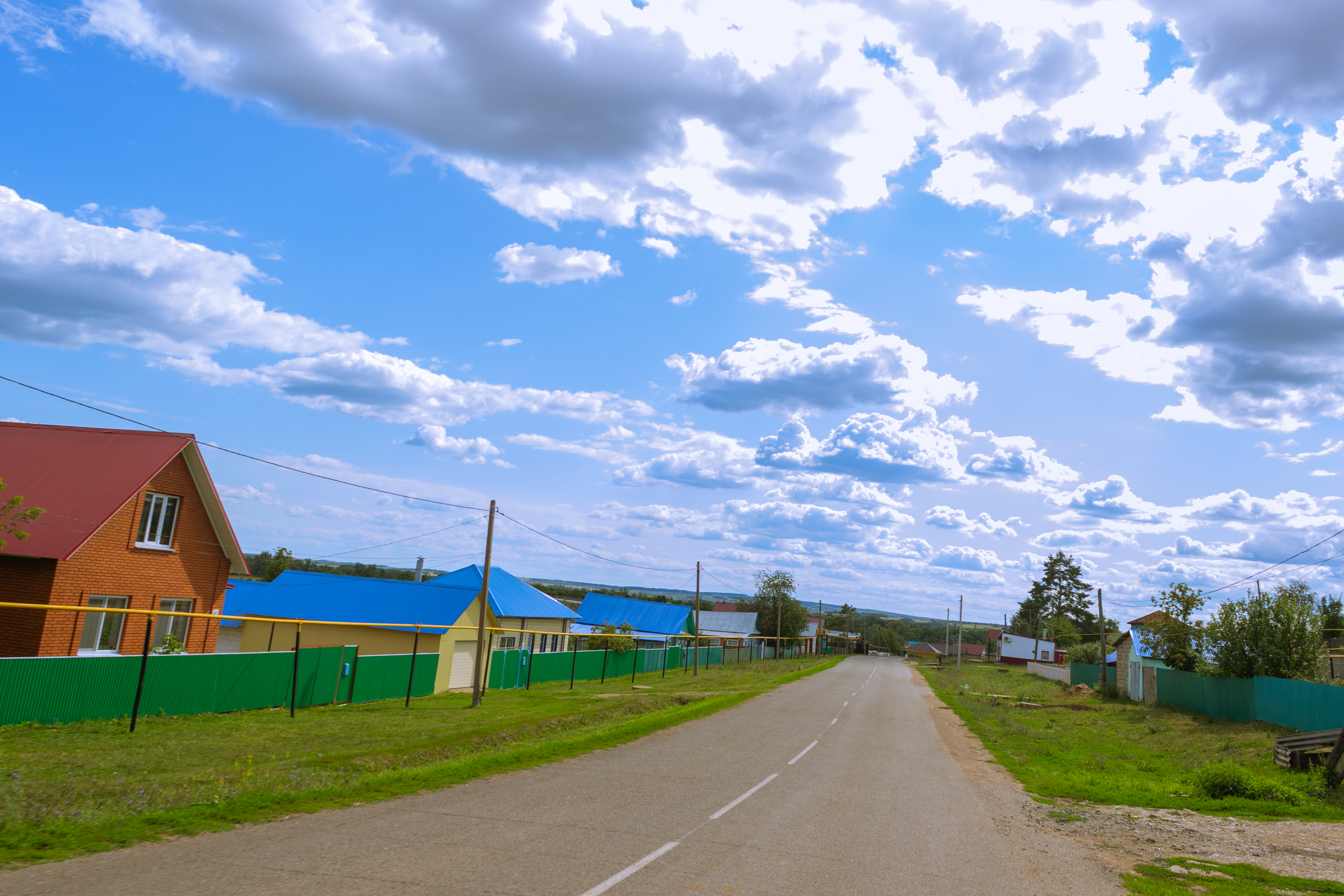
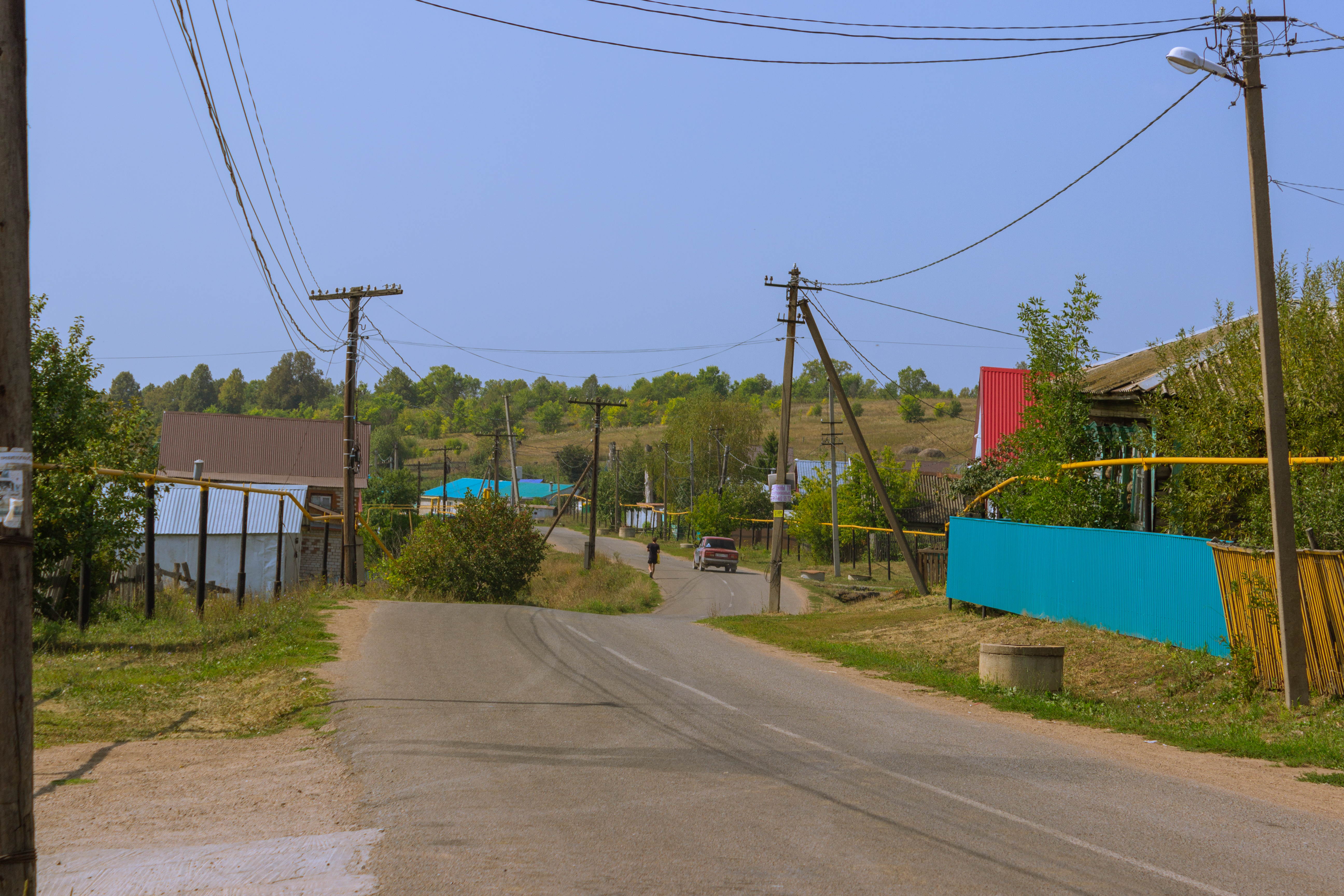
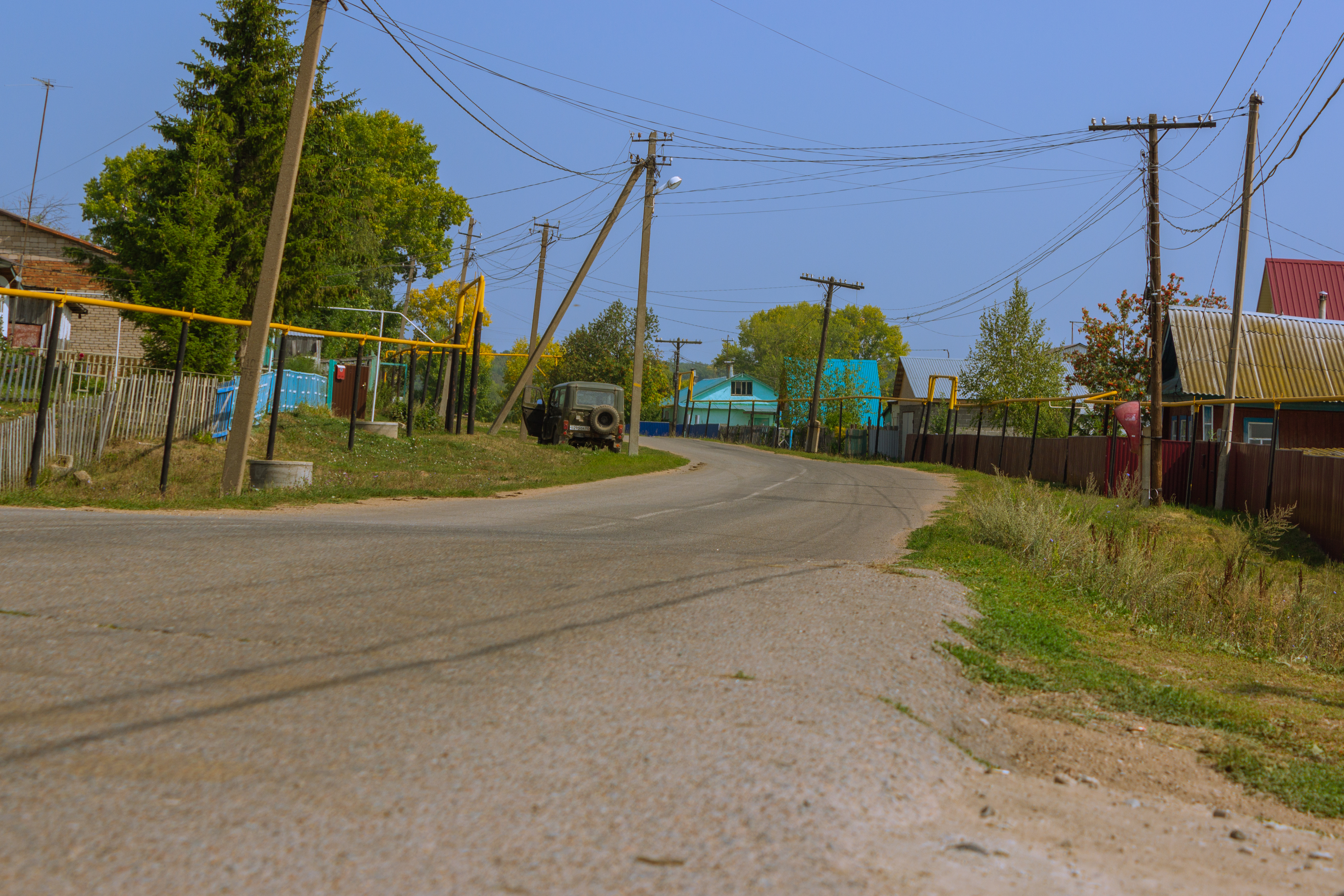
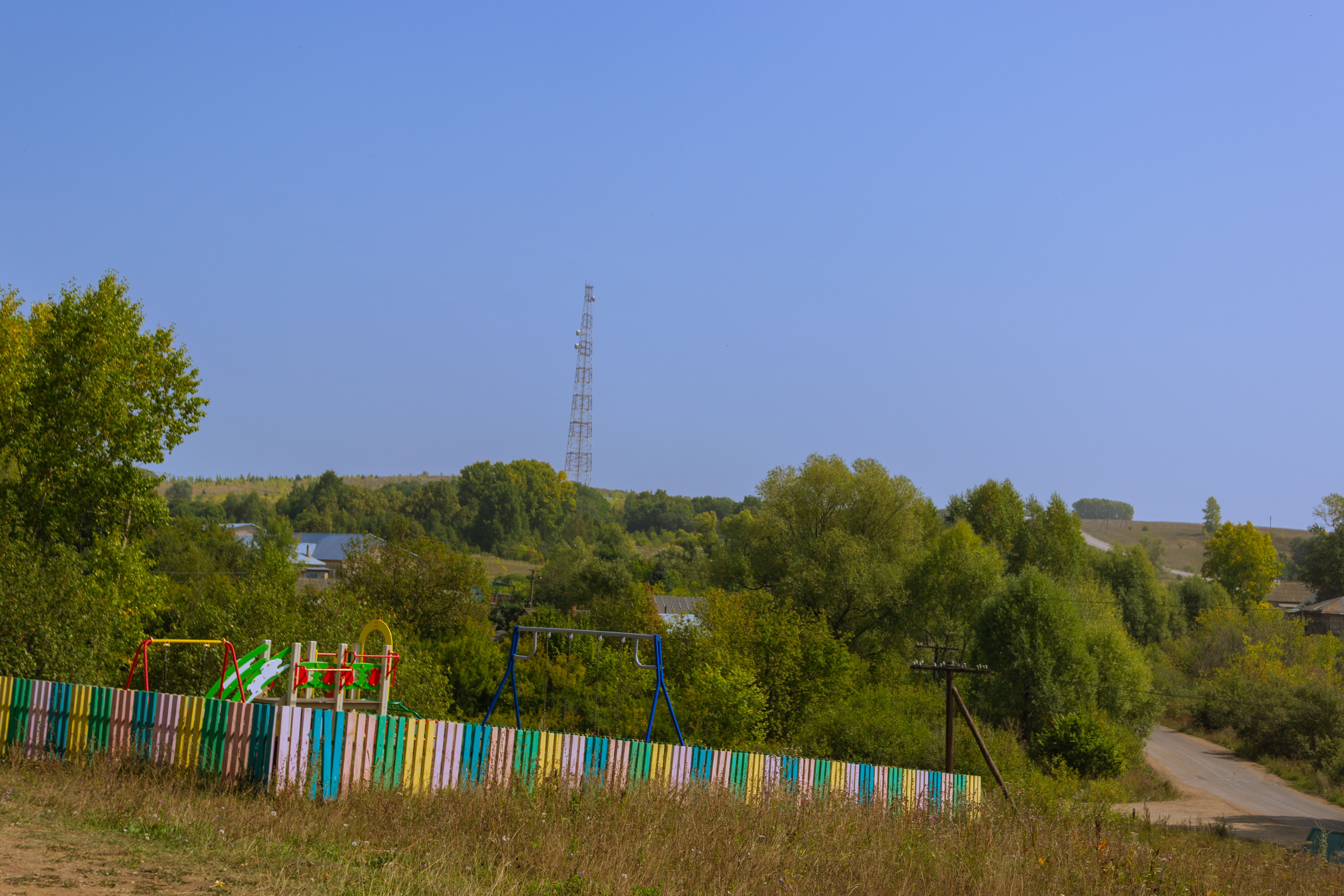

## Географическое положение
Расстояние до:
- районного центра (Благовещенск): 19 км,
- центра сельсовета (Ильино-Поляна): 5 км,
- ближайшей ж/д станции (Загородная): 31 км.